# Берсант Целіна
Берсант Целіна (алб. Bersant Celina; нар. 9 вересня 1996, Прізрен) — косовський та норвезький футболіст, півзахисник шведського клубу АІК та національної збірної Косова. 

## Клубна кар'єра
Народився 9 вересня 1996 року в місті Прізрен, проте виріс в Драммені, Норвегія, де він з родиною переїхав у віці двох років. Розпочав займатись футболом в клубі «Стремсгодсет», проте у 2012 році він приєднався до молодіжної команди англійського «Манчестер Сіті». 
Він став залучатися до матчів першої команди ще в грудні 2014 року, проте дебютував у її складі лише 9 січня 2016 року у кубковому матчі з «Норвіч Сіті», вийшовши на заміну на 85 хвилині замість Келечі Іхеаначо. 6 лютого Берсант дебютував у англійській Прем'єр-лізі у матчі проти клубу «Лестер Сіті», замінивши на 77-й хвилині Давіда Сілву. Всього до кінця сезону молодий півзахисник зіграв у трьох матчах кубка і одній грі чемпіонату.
25 серпня 2016 року Берсант перейшов на правах оренди до кінця сезону в нідерландське «Твенте». Відтоді встиг відіграти за команду з Енсхеде 3 матчі в національному чемпіонаті.

## Виступи за збірні
2011 року дебютував у складі юнацької збірної Норвегії, взяв участь у 15 іграх на юнацькому рівні.
2015 року залучався до складу молодіжної збірної Норвегії. На молодіжному рівні зіграв в одному офіційному матчі.
Як тільки ФІФА дозволила збірній Косово грати офіційні товариські матчі з іншими членами ФІФА в березні 2014 року, Целіна був викликаний до лав команди на їх перший санкціонований грі проти збірної Гаїті. В цьому матчі, який завершився нульовою нічиєю, Берсант на поле так і не вийшов. У двох наступних матчах Косово проти Туреччини і Сенегалу в травні 2014 року Целіна не грав через травму, через що зміг дебютувати за збірну лише 7 вересня 2014 року в матчі з Оманом, відігравши 83 хвилини, після чого був замінений на Еніса Буньякі. Матч закінчився як історичою першою перемогою в Косово з рахунком 1:0 перемогу. 
У січні 2015 року Целіна заявив, що він буде відхиляти виклики до норвезької національної команди, так як він хотів грати за Косово. Незважаючи на це Целіна восени 2015 року провів один матч у складі молодіжної збірної Норвегії, але в підсумку все ж продовжив грати за Косово і з'явився в їх першому товариському матчі в статусі члена ФІФА проти Фарерських островів. А після того як 5 вересня 2016 року Целіна у матчі відбору на чемпіонат світу 2018 року зіграв за косоварів проти Фінляндії, вийшовши на заміну на 66-й хвилині, він остаточно втратив можливість представляти Норвегію на найвищому рівні.
| Дата       | Місто              | Господарі         | Результат | Гості   | Турнір            | Голи | Примітки |
| ---------- | ------------------ | ----------------- | --------- | ------- | ----------------- | ---- | -------- |
| 7-8-2014   | Приштина           | Косово            | 1 – 0     | Оман    | товариський матч  | -    |          |
| 13-11-2015 | Приштина           | Косово            | 2 – 2     | Албанія | товариський матч  | 1    | 59'      |
| 3-6-2016   | Франкфурт-на-Майні | Фарерські острови | 0 – 2     | Косово  | товариський матч  | -    | 36'      |
| 5-9-2016   | Турку              | Фінляндія         | 1 – 1     | Косово  | Відбір до ЧС 2018 | -    | 66'      |
| Усього     |                    | Матчів            | 4         |         | Голів             | 1    |          |